# چیل سانن
چیل سانن (انگلیسی: Chael Sonnen؛ زادهٔ ۳ آوریل ۱۹۷۷) مبارز بازنشسته هنرهای رزمی ترکیبی است. سانن فعالیت حرفه‌ای خود در هنرهای رزمی ترکیبی را در سال ۱۹۹۷ آغاز کرد و برای سازمان (UFC) رقابت کرد، جایی که در هر دو بخش نیمه‌سنگین وزن و میان‌وزن به یکی از مدعیان اصلی تبدیل شد و برای هر دو کمربند نیمه‌سنگین وزن و میان‌وزن UFC رقابت کرد. سانن همچنین در سازمان های World Extreme Cagefighting، Pancrase و اخیراً برای Bellator MMA مبارزه کرده است. سانن اغلب به عنوان یکی از بهترین هنرمندان رزمی ترکیبی که هرگز قهرمانی بزرگ جهانی MMA را به دست نیاورده و یکی از بزرگترین ترش تاکر های این ورزش شناخته می‌شود.